# Kvantifikator (logika)
U logici, kvantifikator je operator koji određuje koliko pojedinaca u domenu diskursa zadovoljava otvorenu formulu. Na primer, univerzalni kvantifikator {\displaystyle \forall } u formuli prvog reda {\displaystyle \forall xP(x)} izražava da sve u domenu zadovoljava svojstvo označeno sa {\displaystyle P}. S druge strane, egzistencijalni kvantifikator {\displaystyle \exists } u formuli {\displaystyle \exists xP(x)} izražava da postoji nešto u domenu što zadovoljava tu osobinu. Formula u kojoj kvantifikator zauzima najširi opseg naziva se kvantifikovana formula. Takva formula mora da sadrži ograničenu promenljivu i podformulu koja specificira svojstva te promenljive.
Najčešće korišćeni kvantifikatori su {\displaystyle \forall } i {\displaystyle \exists }. Ovi kvantifikatori su standardno definisani kao duali; u klasičnoj logici, oni su međusobno definisani pomoću negacije. Oni se takođe mogu koristiti za definisanje složenijih kvantifikatora, kao u formuli {\displaystyle \neg \exists xP(x)} koja izražava da ništa nema svojstvo {\displaystyle P}. Drugi kvantifikatori se mogu definisati samo u okviru logike drugog reda ili logike višeg reda. Kvantifikatori su generalizovani počevši od rada Mostovskog i Lindstrema.
U logičkom iskazu prvog reda, kvantifikacije u istom tipu (bilo univerzalne kvantifikacije ili egzistencijalne kvantifikacije) mogu se razmenjivati bez promene značenja iskaza, dok razmena kvantifikacija u različitim tipovima menja značenje. Kao primer, jedina razlika u definiciji uniformnog kontinuiteta i (običnog) kontinuiteta je red kvantifikacije.
Kvantifikatori prvog reda aproksimiraju značenja nekih kvantifikatora prirodnog jezika kao što su „neki“ i „svi“. Međutim, mnogi kvantifikatori prirodnog jezika mogu se analizirati samo u smislu generalizovanih kvantifikatora.

## Literatura
- Barwise, Jon; and Etchemendy, John, 2000. Language Proof and Logic. CSLI (University of Chicago Press) and New York: Seven Bridges Press. A gentle introduction to first-order logic by two first-rate logicians.
- Brown, Christopher W. (31. 7. 2002). „What is Quantifier Elimination”. Приступљено 30. 8. 2018.
- Frege, Gottlob, 1879. Begriffsschrift. Translated in Jean van Heijenoort, 1967. From Frege to Gödel: A Source Book on Mathematical Logic, 1879-1931. Harvard University Press. The first appearance of quantification.
- Hilbert, David; and Ackermann, Wilhelm, 1950 (1928). Principles of Mathematical Logic. Chelsea. Translation of Grundzüge der theoretischen Logik. Springer-Verlag. The 1928 first edition is the first time quantification was consciously employed in the now-standard  manner, namely as binding variables ranging over some fixed domain of discourse. This is the defining aspect of first-order logic.
- Peirce, C. S., 1885, "On the Algebra of Logic: A Contribution to the Philosophy of Notation, American Journal of Mathematics, Vol. 7, pp. 180–202. Reprinted in Kloesel, N. et al., eds., 1993. Writings of C. S. Peirce, Vol. 5. Indiana University Press. The first appearance of quantification in anything like its present form.
- Reichenbach, Hans, 1975 (1947). Elements of Symbolic Logic, Dover Publications. The quantifiers are discussed in chapters §18 "Binding of variables" through §30 "Derivations from Synthetic Premises".
- Westerståhl, Dag, 2001, "Quantifiers," in Goble, Lou, ed., The Blackwell Guide to Philosophical Logic. Blackwell.
- Wiese, Heike, (2003). Numbers, language, and the human mind. Cambridge University Press. ISBN 0-521-83182-2...

## Spoljašnje veze
- „"For all" and "there exists" topical phrases, sentences and expressions”. Архивирано из оригинала 1. 3. 2000. г.. From College of Natural Sciences, University of Hawaii at Manoa.
- Stanford Encyclopedia of Philosophy:
  - Shapiro, Stewart (2000). "Classical Logic" (Covers syntax, model theory, and metatheory for first order logic in the natural deduction style.)
  - Westerståhl, Dag (2005). "Generalized quantifiers"
- Peters, Stanley; Westerståhl, Dag „"Quantifiers"” (PDF). 2002. Архивирано 2012-07-16 на сајту